# Владимирци (община)
Владимирци (серб. Владимирци) — община в Сербии, входит в Мачванский округ.
Население общины составляет 19 125 человек (2007 год), плотность населения составляет 57 чел./км². Занимаемая площадь — 337 км², из них 79,9 % используется в промышленных целях.
Административный центр общины — село Владимирци. Община Владимирци состоит из 29 населённых пунктов, средняя площадь населённого пункта — 11,6 км².
У деревни Риджаке найдены два зуба мартышковой обезьяны рода Paradolichopithecus (триба Papionini), жившей в эпоху плиоцена (виллафранк), между 2,6 и 5,3 млн лет назад.

## Статистика населения общины
| Год  | Население, чел. |
| ---- | --------------- |
| 1991 | 22269           |
| 2001 | 20552           |
| 2002 | 20332           |
| 2003 | 20160           |
| 2004 | 19975           |
| 2005 | 19737           |
| 2006 | 19445           |
| 2007 | 19125           |